# 南馬遜山脈
67°53′S 62°47′E / 67.883°S 62.783°E
南馬遜山脈（英語：South Masson Range）是南極洲的山脈，位於麥克羅伯特森地，屬於馬遜山脈的一部分，全長3.7公里，最高點海拔高度1,070米，由挪威製圖師根據該國探險隊的空中照片繪入地圖。